# Píla
Píla es un municipio del distrito de Lučenec en la región de Banská Bystrica, Eslovaquia, con una población estimada a final del año 2024 de 251 habitantes.
Se encuentra ubicado en el centro-sur de la región, en el valle del río Ipoly —un afluente izquierdo del Danubio— y cerca de la frontera con Hungría.

## Demografía
| Año        | 1994 | 2004     | 2014    | 2024    |
| ---------- | ---- | -------- | ------- | ------- |
| Población  | 293  | 262      | 265     | 251     |
| Diferencia |      | −10,58 % | +1,14 % | −5,28 % |

| Año        | 2023 | 2024    |
| ---------- | ---- | ------- |
| Población  | 251  | 251     |
| Diferencia |      | +1,42 % |